# 东风公司站
东风公司站位于中華人民共和國湖北省武汉市汉南区武汉经济技术开发区，是武汉地铁3号线和6号线的地铁换乘站，亦是6号线在汉阳的起点站，建设时期名为“体育中心南站”。

## 車站构造
车站位于东风大道与车城北路交叉路口，毗邻武汉体育中心，3号线车站沿东风大道布置，6号线车站沿车城北路布置。

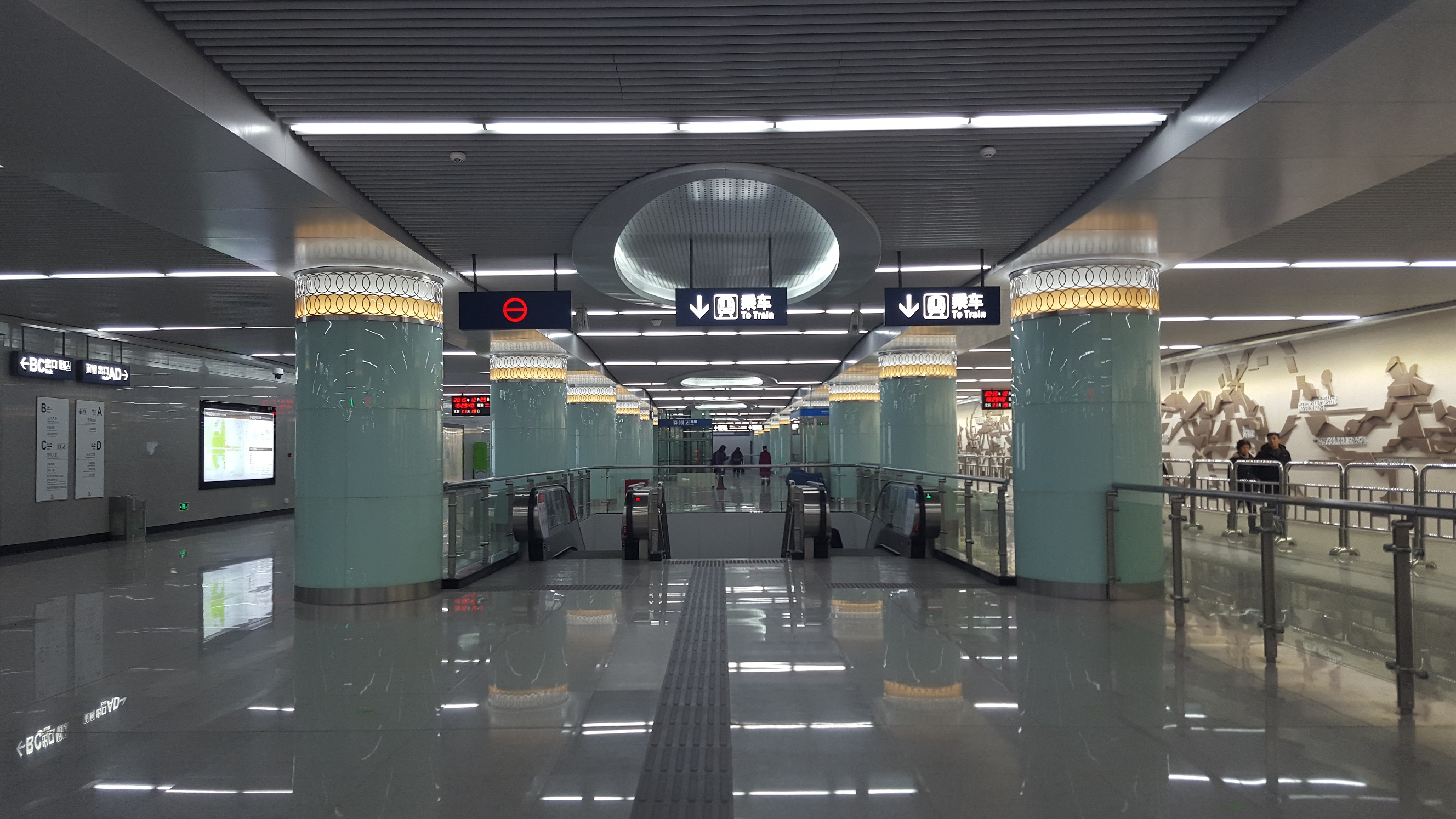
3號線站廳層

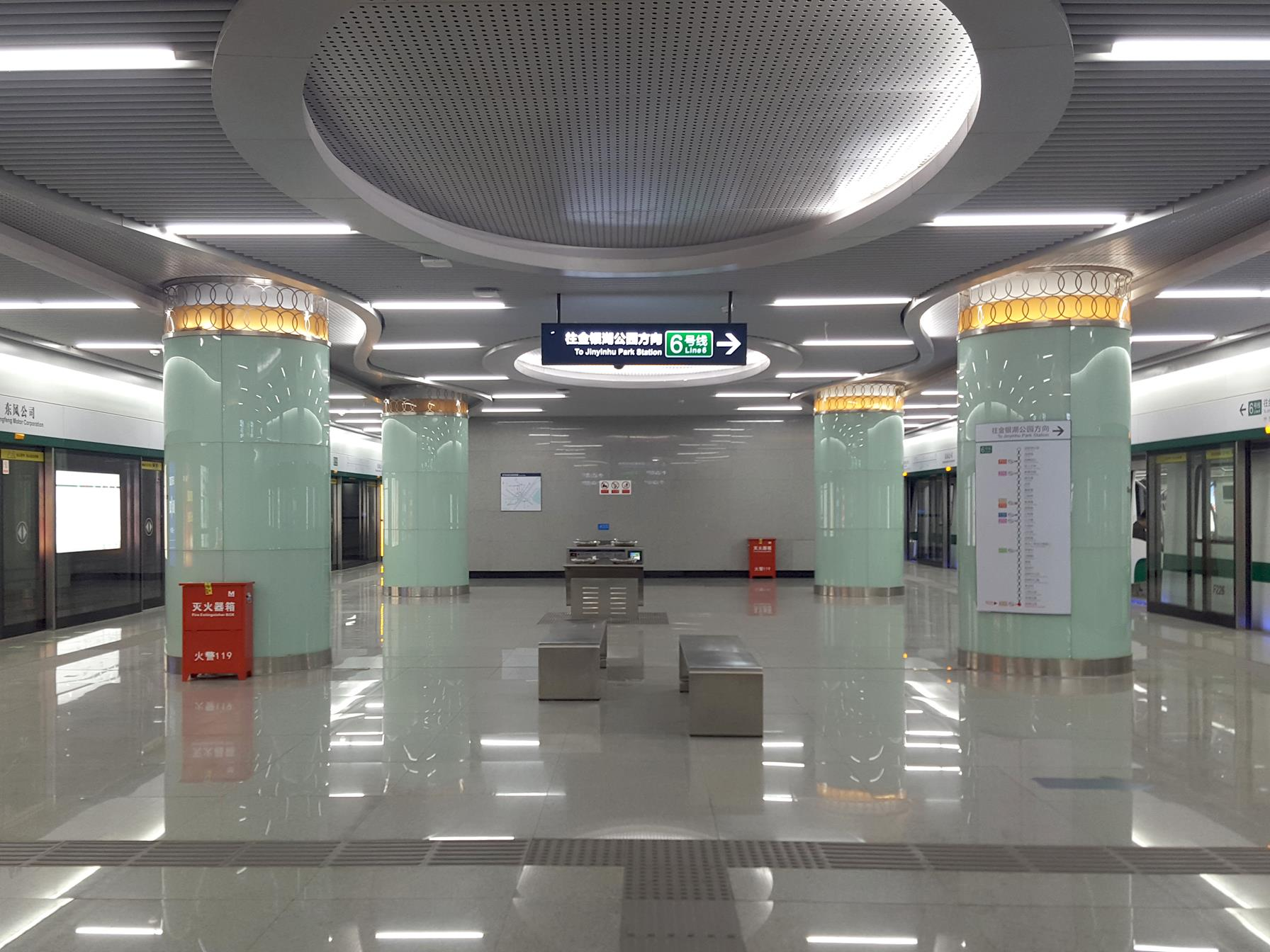
6號線站台

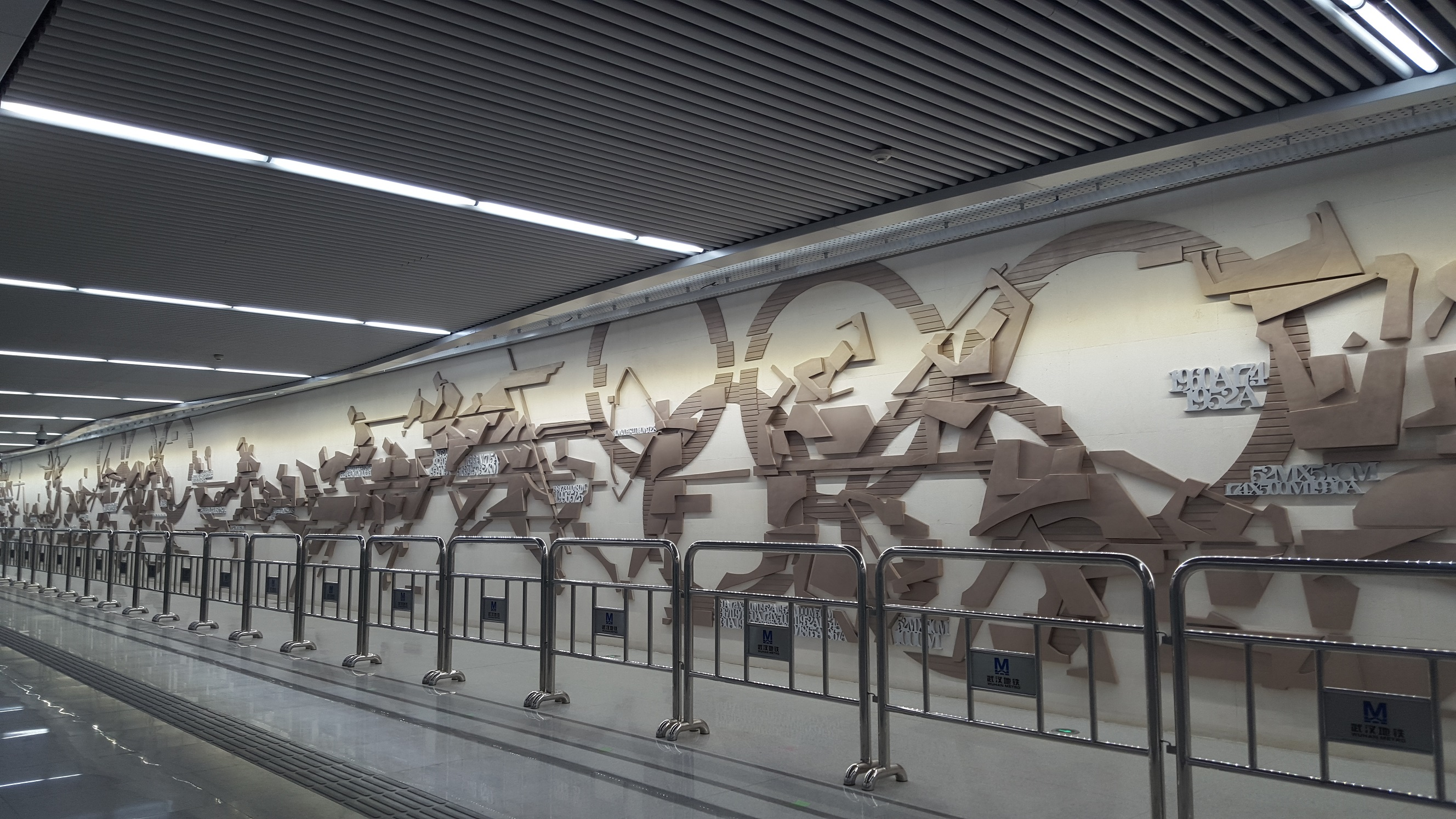
藝術墙

### 楼层分布
| 地面      |                                     | 地鐵出入口                            |  |
| 地下 一層 | 站廳層                              | 售票機、客服中心、武漢通充值、洗手間  |  |
| 地下 二層 |                                     | █ 6号线列车往新城十一路（车城东路站） |  |
| 地下 二層 | 島式月台，左邊車門將會開啟          |                                       |  |
| 地下 二層 | █ 6号线站台（暫不開放）             |                                       |  |
| 地下 三層 |                                     | █ 3号线列车往沌阳大道（沌阳大道站）   |  |
| 地下 三層 | 島式月台，左邊車門將會開啟          |                                       |  |
| 地下 三層 | █ 3号线列車往宏图大道（體育中心站） |                                       |  |

### 图集

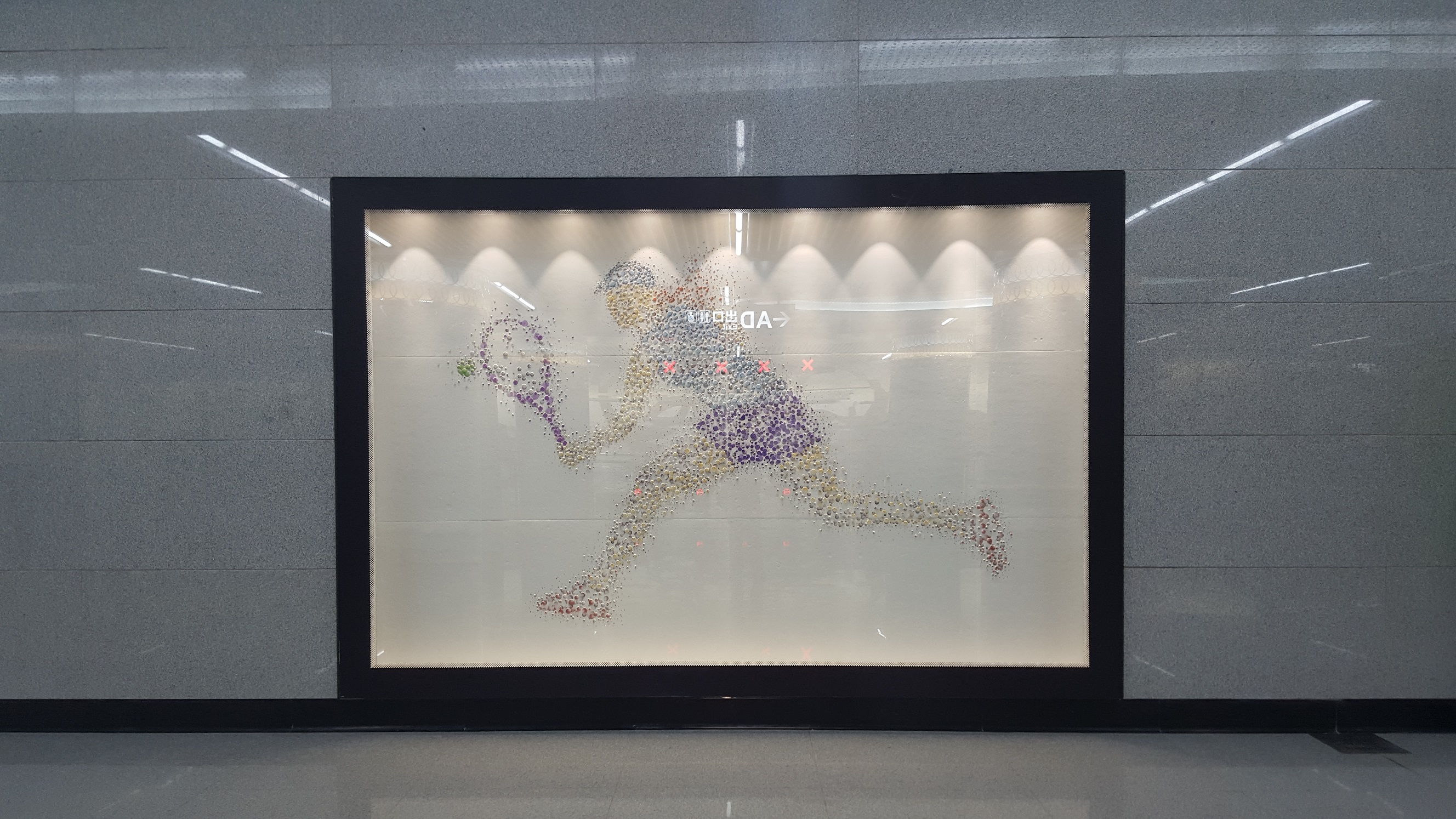
艺术墙
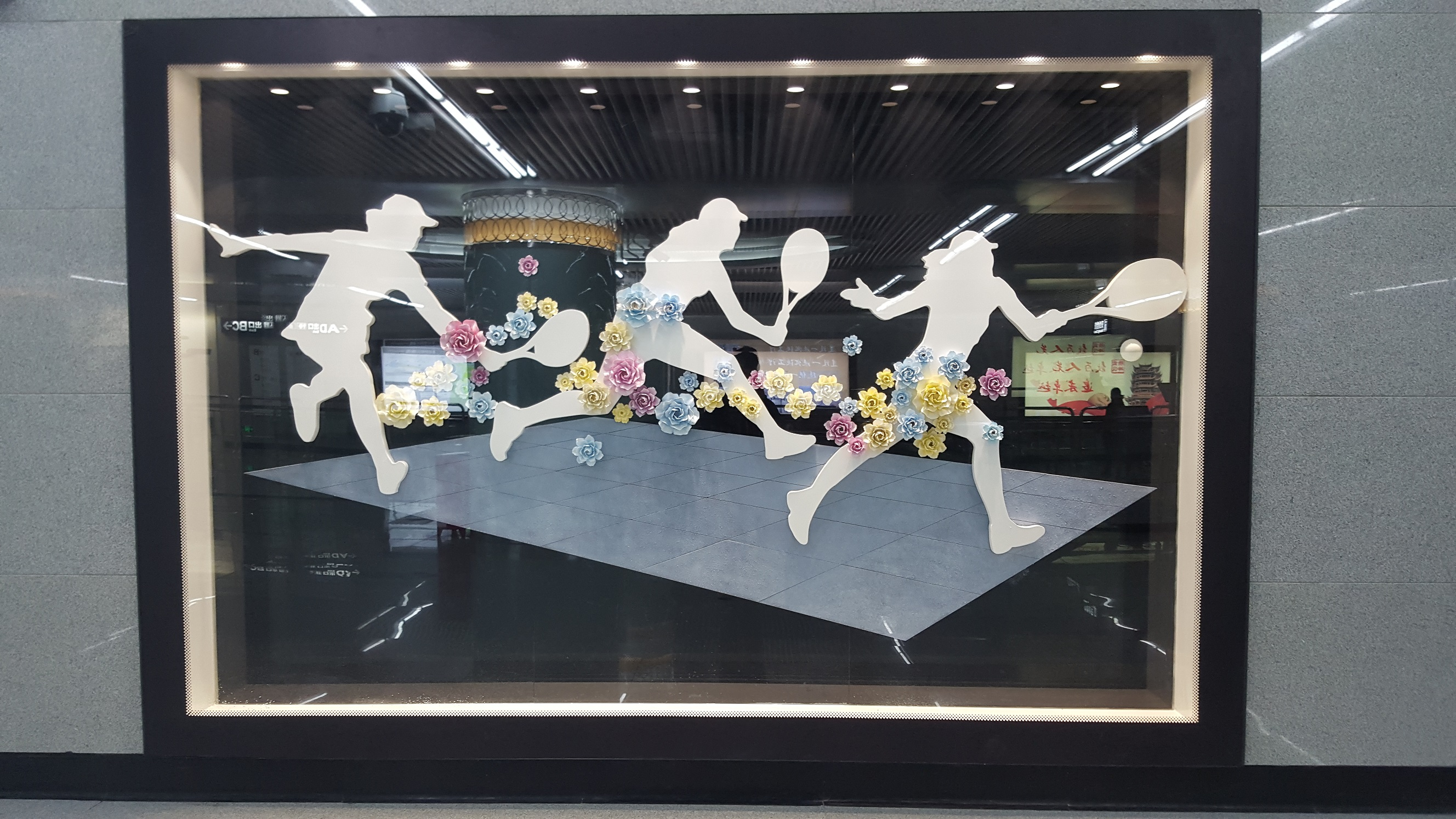
艺术墙
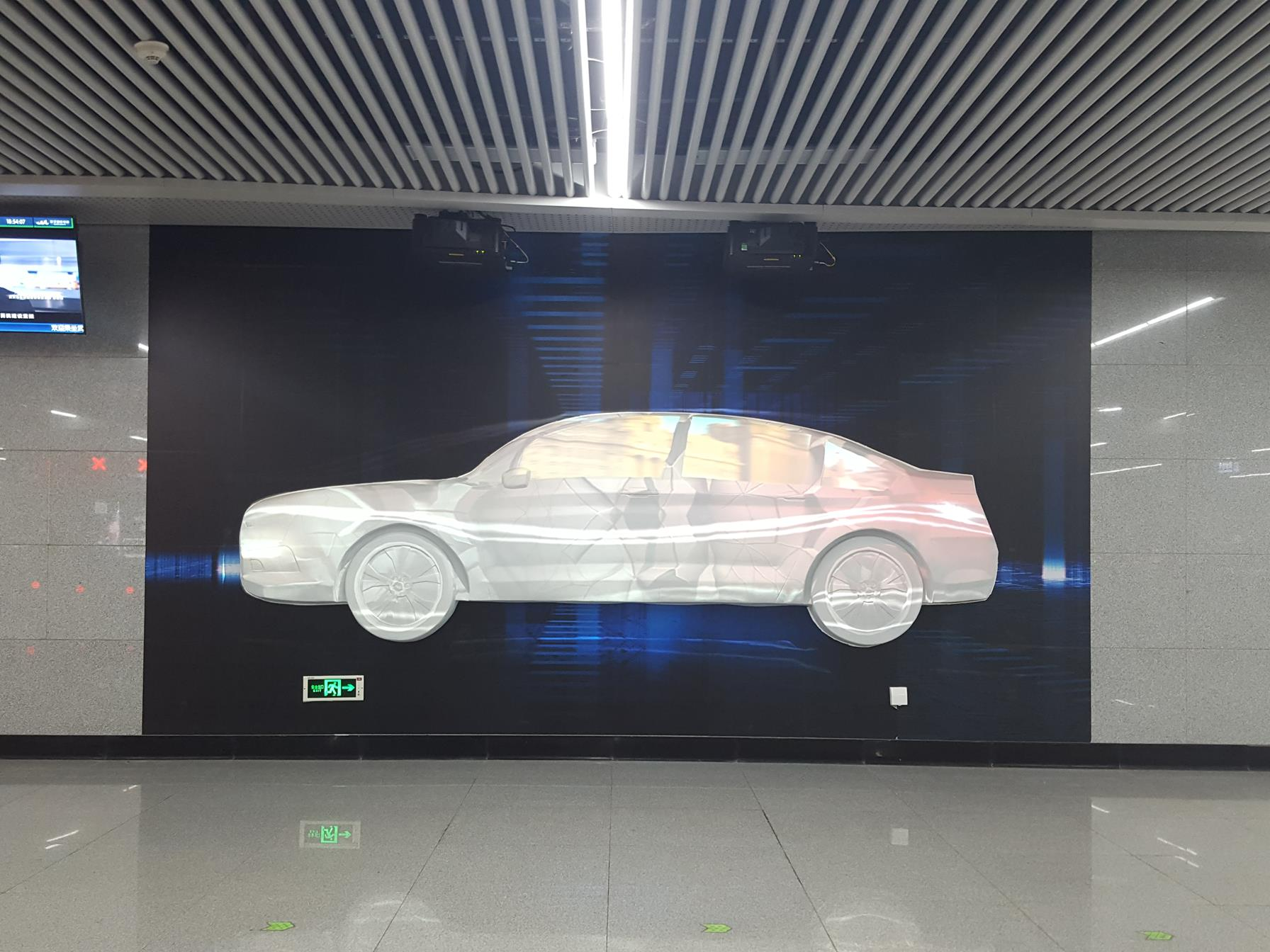
裝置藝術
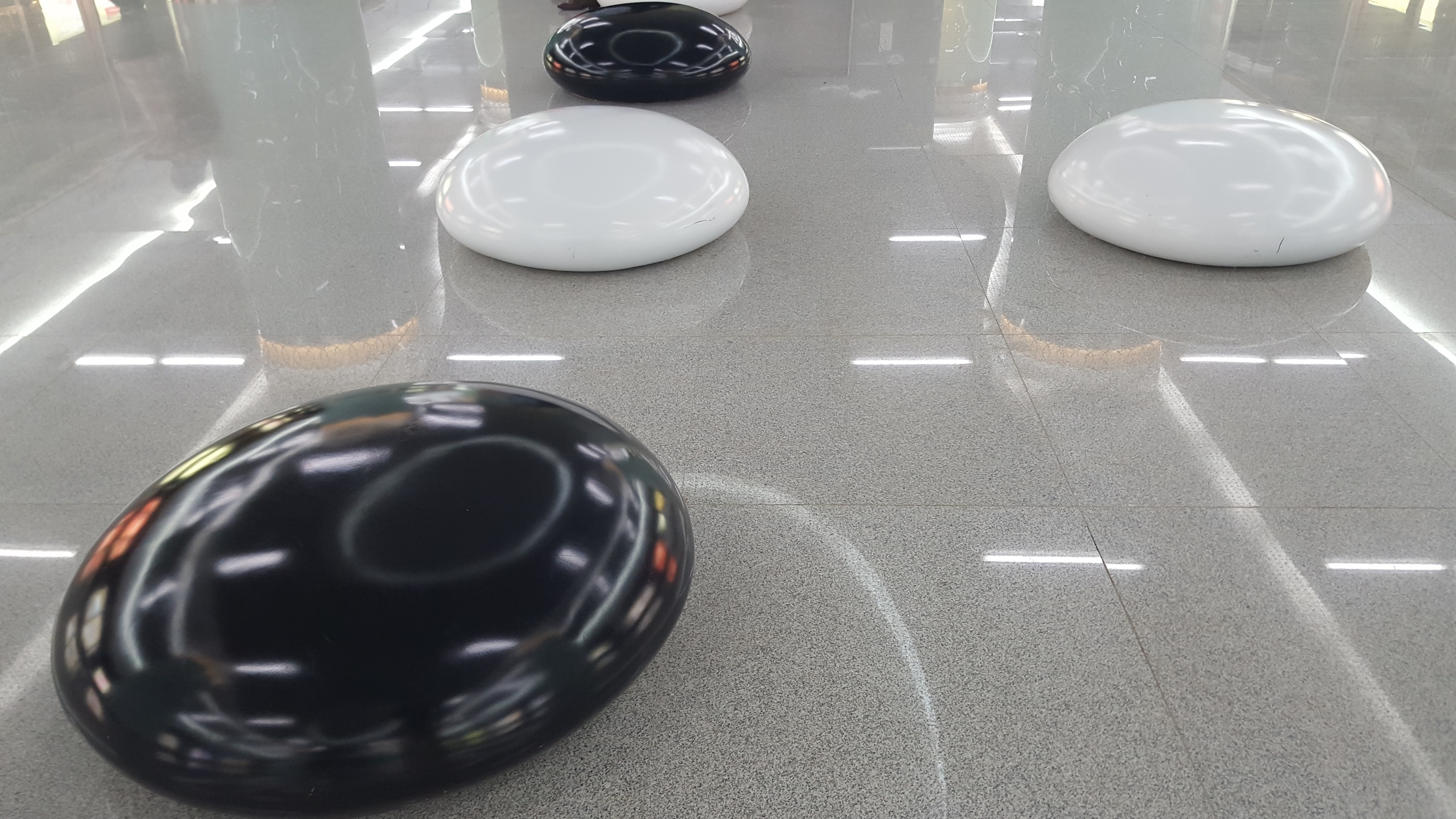
站台层的围棋特色坐凳
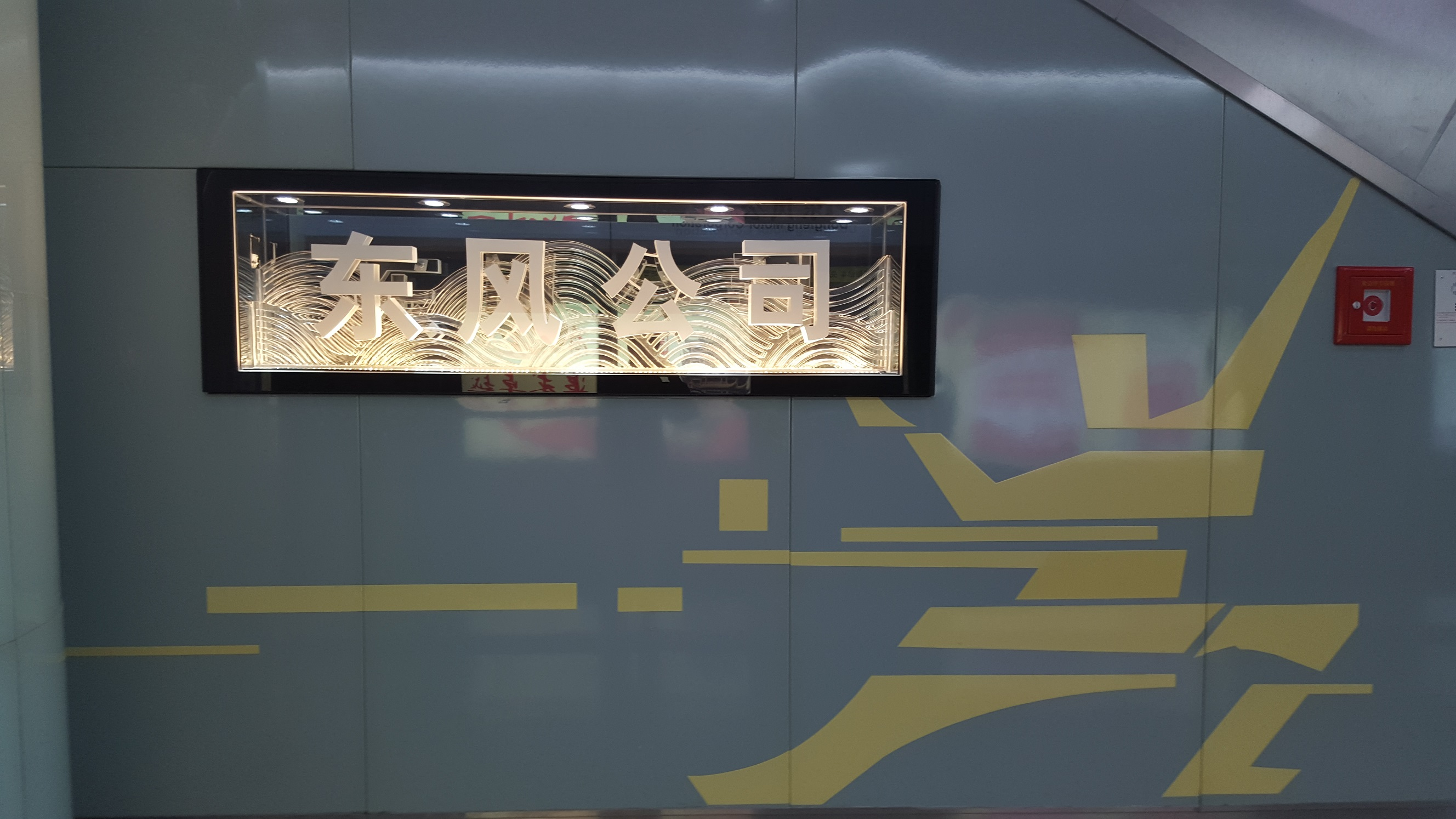
3號線立體站名
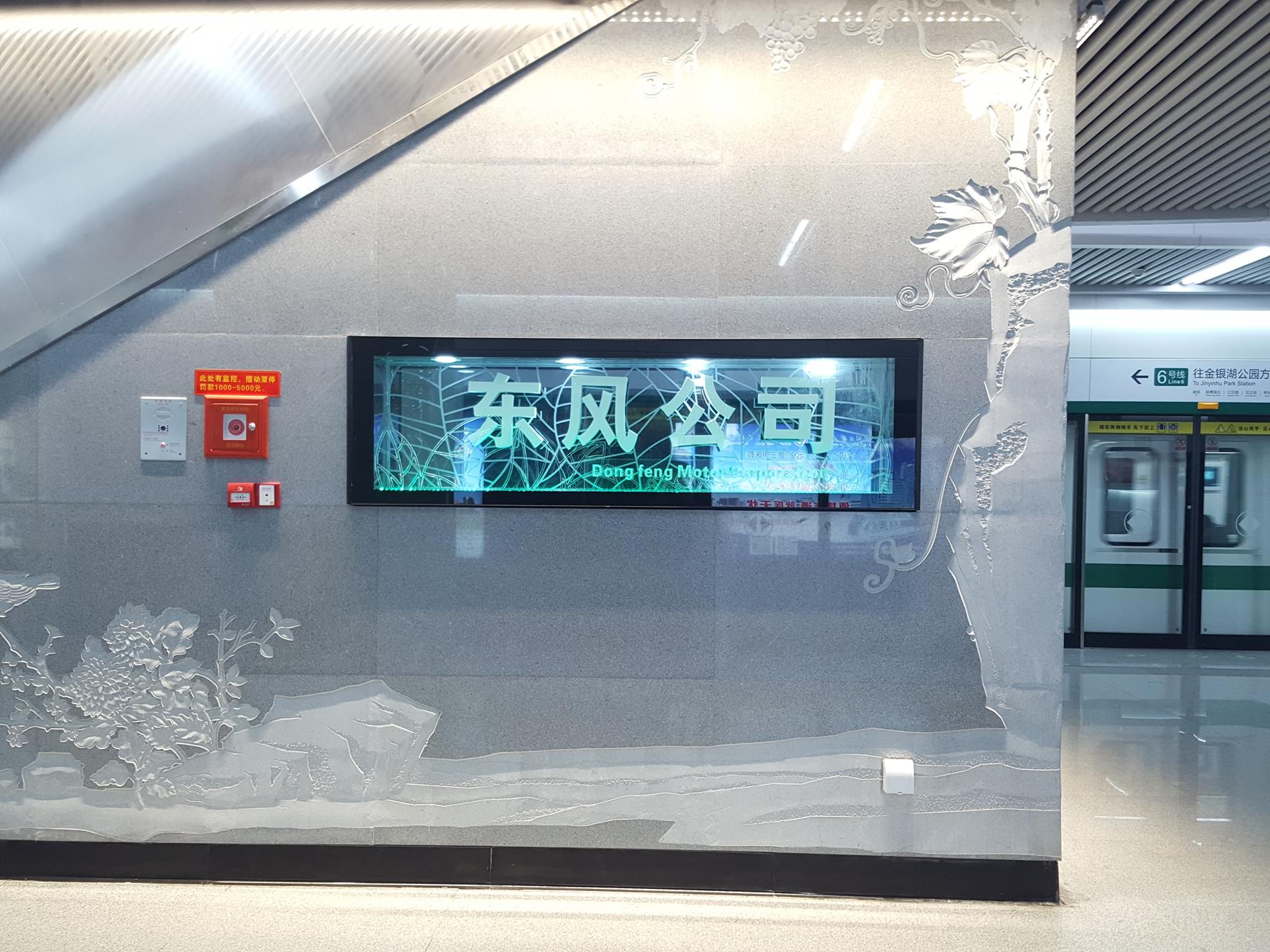
6號線立體站名

### 换乘通道
两线呈“L”型交汇，在两线站台的尽头处设有换乘通道连接彼此的站台，故换乘时无需经过站厅。

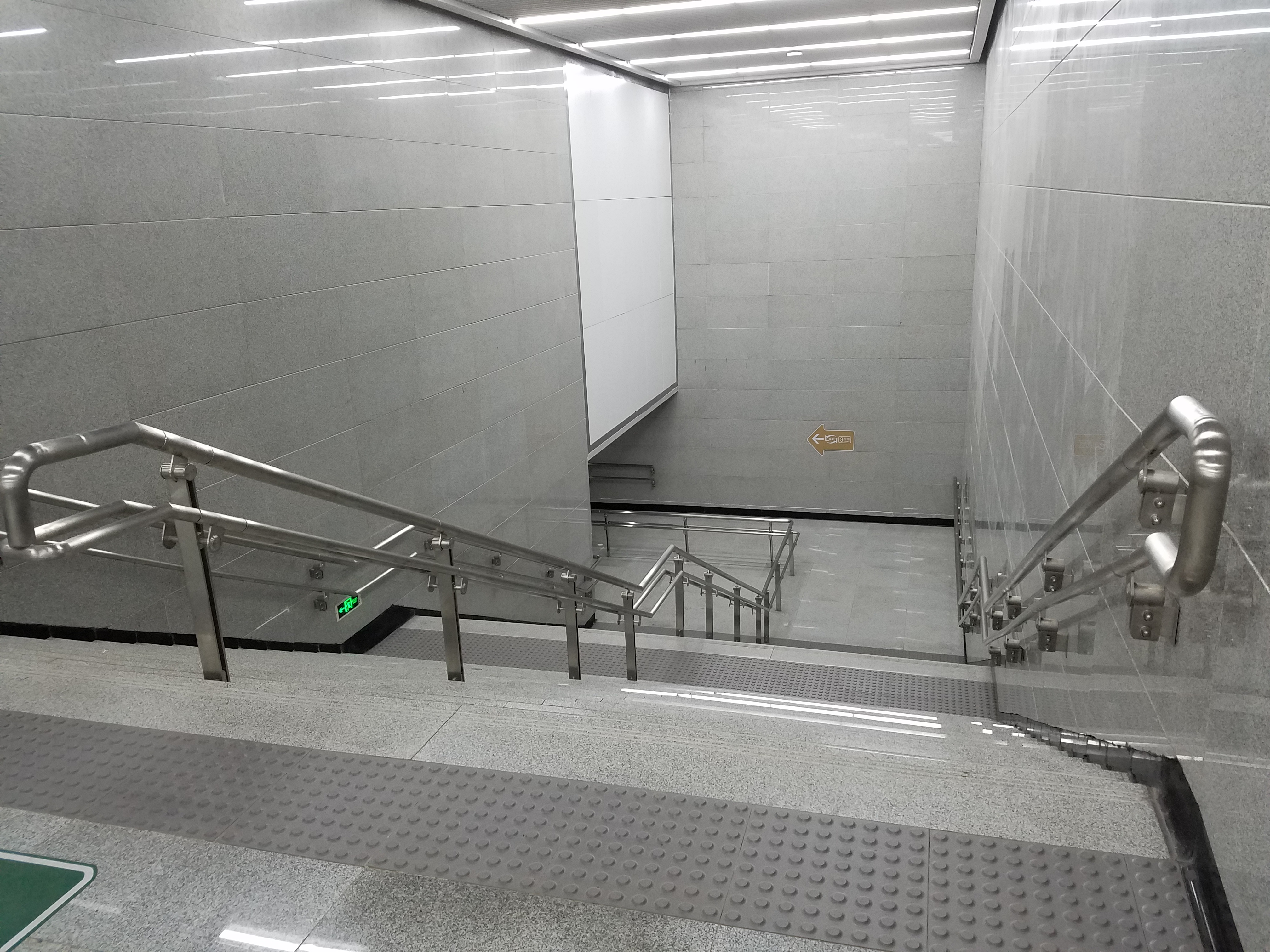
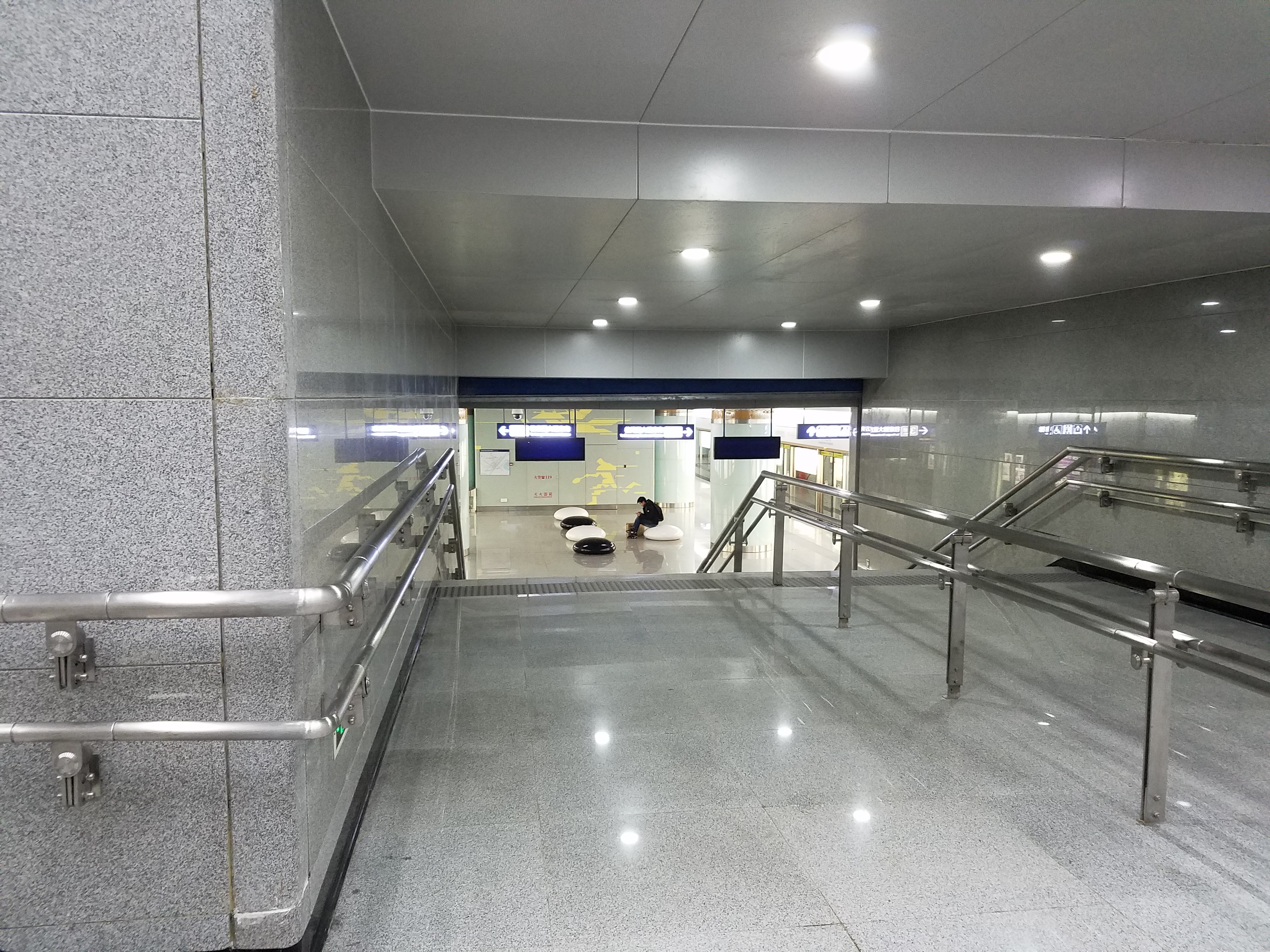
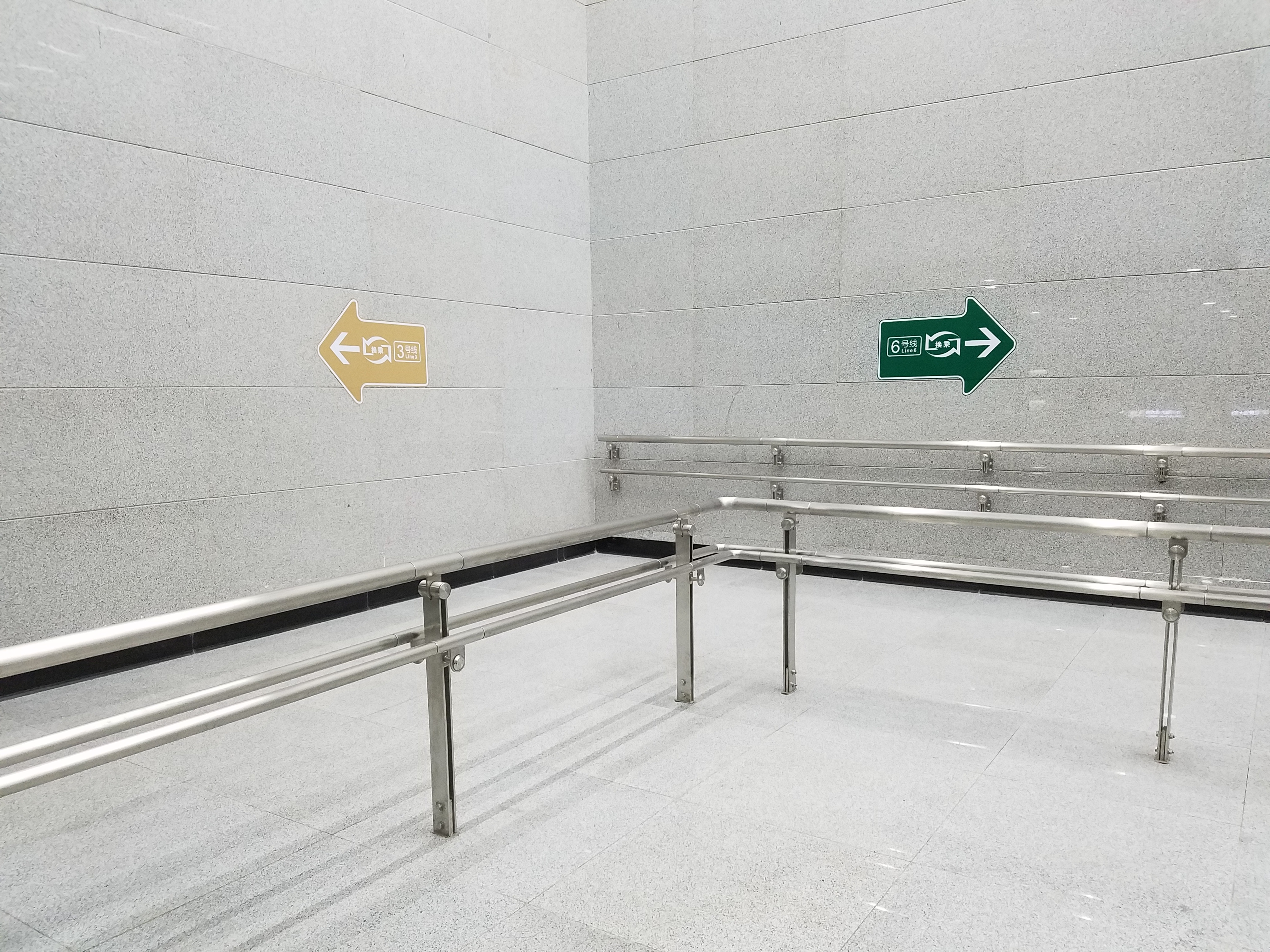
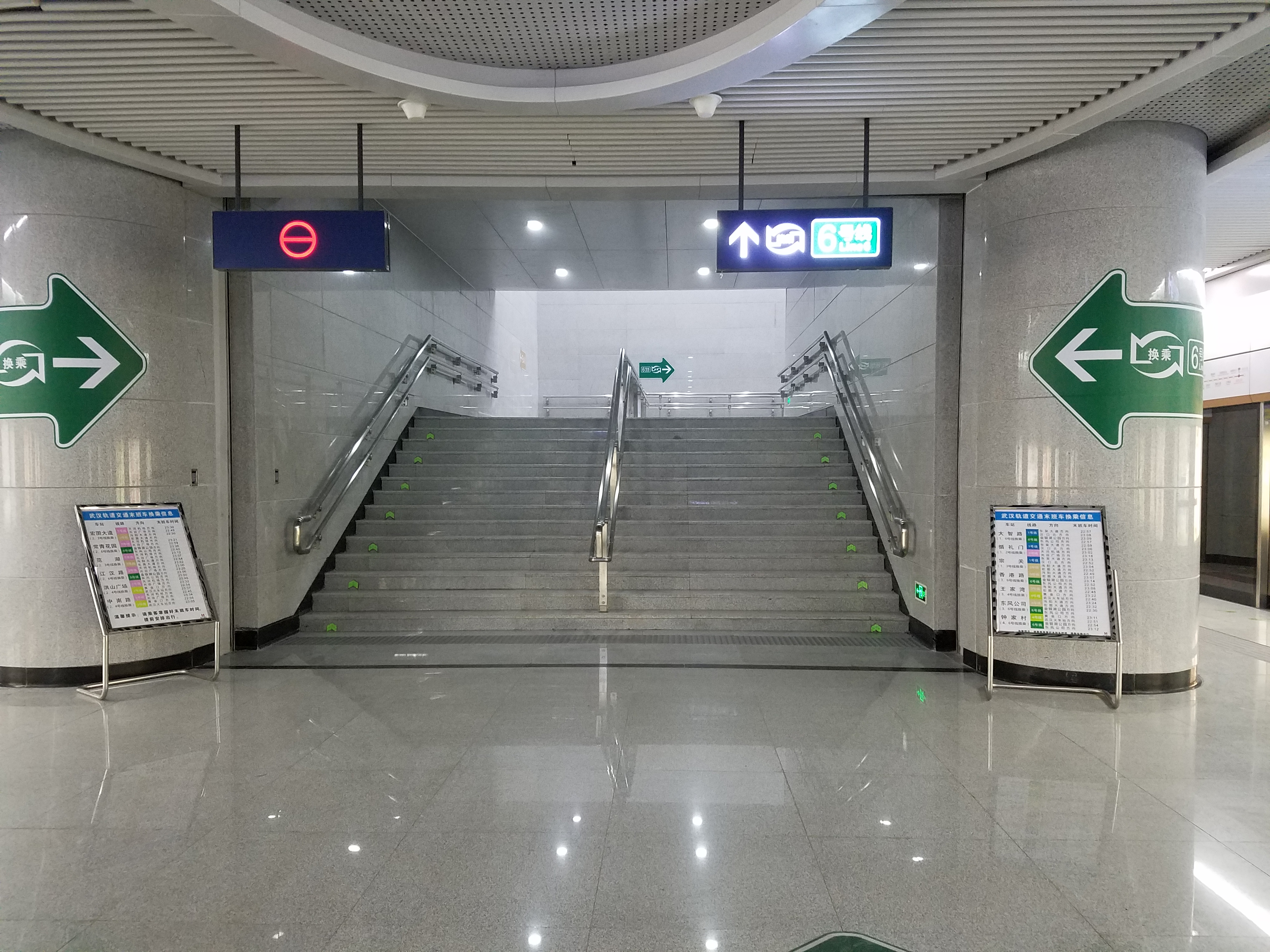

### 車站出口
|                                                 |      |                                                |                                                                           |
|                                                 |      |                                                |                                                                           |
| 出口編號                                        | 設施 | 照片                                           | 建議前往的目的地                                                          |
| A                                               |      |                                                | 東風大道 車城北路、武漢開發區一中、盛世錦江大酒店、湘隆·時代大公館        |
| B                                               |      |                                                | 東風大道 車城北路、武漢體育中心                                           |
| C                                               |      |                                                | 東風大道 車城西路、東風一路、武漢經濟技術開發區政務服務中心、東風汽車集團 |
| D                                               |      |                                                | 東風大道 車城西路、中百倉儲、人信奧林苑、建行小區、綠島花園、東方花園     |
| E₁                                              |      |                                                | 車城北路 東風大道                                                         |
| E₂                                              |      | 車城北路 寧康路、湘隆時代廣場、湘隆·時代大公館 |                                                                           |
| F                                               |      |                                                | 車城北路 寧康路、神龍小學、寧康園                                         |
| G                                               |      |                                                | 車城北路 武漢體育中心                                                     |
| H                                               |      |                                                | 車城北路 武漢體育中心                                                     |
| J                                               |      |                                                | 車城北路 東風大道、武漢體育中心                                           |
| 注： 設有升降機 \| 設有輪椅升降台 \| 設有洗手間 |      |                                                |                                                                           |

## 运营信息
- 3号线首末班车时间
- 6号线首末班车时间

注：本站比邻武汉体育场，每当有大型活动时本站会在末班车后加开数列临客疏导乘客。

## 邻近地区
东风汽车集团股份有限公司、武汉体育中心、湘隆时代广场、盛世锦江大酒店等。

### 内部链接
- 武汉地铁车站列表